# Jacopo di Cione
Jacopo di Cione (ur. ok. 1325 we Florencji, zm. ok. 1399 tamże) − florencki malarz, rzeźbiarz i architekt, tworzył w okresie późnego średniowiecza.

## Życiorys
Należał do rodziny malarskiej. Jego bracia - Andrea, Benci, Nardo oraz Matteo - również byli malarzami i architektami. Pierwsze szlify malarskie uzyskał od braci we wspólnie prowadzonej pracowni malarskiej. W latach 1366–1368 samodzielnie stworzył szereg fresków w Palazzo dell'Arte dei Giudici e Notai we Florencji. Dla cechu prawniczego, który był właścicielem tej kamienicy Jacopo namalował również obraz do ołtarza Ukrzyżowania, dzisiaj w National Gallery w Londynie.
Po śmierci brata Andrea Orcagna w 1368 Jacopo dokończył rozpoczętego przez niego prace przeznaczone dla kościoła Orsanmichele we Florencji (Matka Boża oraz Ołtarz Świętego Mateusza). W 1369 zapisał się do Arte dei Medici e Speziali, jednego z siedmiu italskich cechów rzemieślniczych istniejących w XIV -XVIII wieku. Był konsulem cechu w 1384, 1387 i 1392.
Współpracował z malarzem Niccolò di Pietro Gerinim. W latach 1370–1371 współtworzył z nim poliptyk dla kościoła San Pier Maggiore we Florencji. Dwanaście głównych paneli znajduje się w National Gallery w Londynie. Obrazy predelli uległy rozproszeniu. Wspólnymi dziełami obu artystów są również obraz Ukoronowanie Maryi Dziewicy zamówiony przez mennicę florencką z 1372–1373 oraz fresk Zwiastowanie zamówiony dla Palazzo dei Priori w Volterra.
Między 1378 a 1380 Jacopo pracował przy budowie florenckiej katedry ze swym bratem Matteo. Po jego śmierci sam wybierał marmury, wykorzystywane do dekoracji świątyni. Prawdopodobnie brał również udział w pracach przy budowie centralnego portalu, który nie zachował się do naszych czasów.
Między 1382 a 1385 wraz z bratem Nardo pracował przy budowie florenckiej Loggii dei Lanzi. W 1386 namalował cztery obrazy na drewnie dla awiniońskiej siedziby kupca z Prato Francesco Datiniego. Ostatnia zapisana informacja dotycząca Jacopo jest z 2 maja 1398.